# Zlatý míč 2019
Zlatý míč, cenu pro nejlepšího fotbalistu světa dle mezinárodního panelu sportovních novinářů, získal za rok 2019 argentinský fotbalista ve službách Barcelony Lionel Messi, který vyhrál pošesté v kariéře, čímž stanovil nový rekord.

## Zlatý míč
Nominovaní hráči byli zveřejněni 6. listopadu 2019.
| Pořadí | Hráč                      | Klub                      | Body |
| ------ | ------------------------- | ------------------------- | ---- |
| 1.     | Lionel Messi              | Barcelona                 | 686  |
| 2.     | Virgil van Dijk           | Liverpool                 | 679  |
| 3.     | Cristiano Ronaldo         | Juventus                  | 476  |
| 4.     | Sadio Mané                | Liverpool                 | 347  |
| 5.     | Mohamed Salah             | Liverpool                 | 178  |
| 6.     | Kylian Mbappé             | Paris Saint-Germain       | 89   |
| 7.     | Alisson                   | Liverpool                 | 67   |
| 8.     | Robert Lewandowski        | Bayern Mnichov            | 44   |
| 9.     | Bernardo Silva            | Manchester City           | 41   |
| 10.    | Rijád Mahriz              | Manchester City           | 33   |
| 11.    | Frenkie de Jong           | Ajax Barcelona            | 31   |
| 12.    | Raheem Sterling           | Manchester City           | 30   |
| 13.    | Eden Hazard               | Chelsea Real Madrid       | 25   |
| 14.    | Kevin De Bruyne           | Manchester City           | 14   |
| 15.    | Matthijs de Ligt          | Ajax Juventus             | 13   |
| 16.    | Sergio Agüero             | Manchester City           | 12   |
| 17.    | Roberto Firmino           | Liverpool                 | 11   |
| 18.    | Antoine Griezmann         | Atlético Madrid Barcelona | 9    |
| 19.    | Trent Alexander-Arnold    | Liverpool                 | 8    |
| 20.    | Pierre-Emerick Aubameyang | Arsenal                   | 5    |
| 20.    | Dušan Tadić               | Ajax                      | 5    |
| 22.    | Son Heung-min             | Tottenham Hotspur         | 4    |
| 23.    | Hugo Lloris               | Tottenham Hotspur         | 3    |
| 24.    | Kalidou Koulibaly         | Neapol                    | 2    |
| 24.    | Marc-André ter Stegen     | Barcelona                 | 2    |
| 26.    | Karim Benzema             | Real Madrid               | 1    |
| 26.    | Georginio Wijnaldum       | Liverpool                 | 1    |
| 28.    | João Félix                | Benfica Atlético Madrid   | 0    |
| 28.    | Marquinhos                | Paris Saint-Germain       | 0    |
| 28.    | Donny van de Beek         | Ajax                      | 0    |

## Kopa Trophy
Matthijs de Ligt vyhrál Kopa Trophy pro nejlepšího hráče na světě do 21 let za rok 2019.
| Pořadí | Hráč             | Klub                    | Body |
| ------ | ---------------- | ----------------------- | ---- |
| 1.     | Matthijs de Ligt | Ajax Juventus           | 58   |
| 2.     | Jadon Sancho     | Borussia Dortmund       | 49   |
| 3.     | João Félix       | Benfica Atlético Madrid | 41   |
| 4.     | Vinícius Júnior  | Real Madrid             | 17   |
| 5.     | Andrij Lunin     | Leganés Valladolid      | 9    |
| 6.     | Matteo Guendouzi | Arsenal                 | 5    |
| 6.     | Kai Havertz      | Bayer Leverkusen        | 5    |
| 8.     | Moise Kean       | Juventus Everton        | 3    |
| 9.     | Samuel Chukwueze | Villarreal              | 1    |
| 9.     | I Kang-in        | Valencia                | 1    |

## Jašinova trofej
Alisson vyhrál Jašinovu trofej pro nejlepšího brankáře světa za rok 2019.
| Rank | Player                | Club(s)           | Points |
| ---- | --------------------- | ----------------- | ------ |
| 1.   | Alisson               | Liverpool         | 795    |
| 2.   | Marc-André ter Stegen | Barcelona         | 284    |
| 3.   | Ederson               | Manchester City   | 142    |
| 4.   | Jan Oblak             | Atlético Madrid   | 131    |
| 5.   | Hugo Lloris           | Tottenham Hotspur | 80     |
| 6.   | Manuel Neuer          | Bayern Mnichov    | 52     |
| 7.   | André Onana           | Ajax              | 41     |
| 8.   | Kepa Arrizabalaga     | Chelsea           | 29     |
| 9.   | Wojciech Szczęsny     | Juventus          | 24     |
| 10.  | Samir Handanović      | Inter Milán       | 6      |